# Orthonama favillacea
Orthonama favillacea là một loài bướm đêm trong họ Geometridae.